# Greenville 200 1970
Greenville 200 1970 var ett stockcarlopp ingående i Nascar Grand National Series (nuvarande Nascar Cup Series) som kördes 27 juni 1970 på den 0,5 mile (804,672 meter) långa ovalbanan Greenville-Pickens Speedway i Easley, precis väster om Greenville i South Carolina. Totalt avverkades 100 miles (160,934 km) fördelat på 200 varv. Banunderlaget var asfalt. Loppet vanns av Bobby Isaac i en Dodge på tiden 1:33.12 körande för K&K Insurance Racing. Isaacs snitthastighet var 75,345 mph. Prispotten uppgick till 8 975 dollar, varav 1 500 dollar gick till segraren.

## Resultat
| Plc     | Nr | Förare           | Team/ bilägare            | Konstruktör | Start | Varv | Ledda varv |
| ------- | -- | ---------------- | ------------------------- | ----------- | ----- | ---- | ---------- |
| 1       | 71 | Bobby Isaac      | K&K Insurance Racing      | Dodge       | 1     | 200  | 190        |
| 2       | 22 | Bobby Allison    | Bobby Allison Motorsports | Dodge       | 3     | 200  | 9          |
| 3       | 32 | Dick Brooks      | Brooks Racing             | Plymouth    | 4     | 198  | 0          |
| 4       | 48 | James Hylton     | Hylton Engineering        | Ford        | 8     | 197  | 0          |
| 5       | 72 | Benny Parsons    | DeWitt Racing             | Ford        | 5     | 196  | 0          |
| 6       | 64 | Elmo Langley     | Langley-Woodfield Racing  | Ford        | 17    | 191  | 0          |
| 7       | 25 | Jabe Thomas      | Robertson Racing          | Plymouth    | 14    | 190  | 0          |
| 8       | 10 | Bill Champion    | Champion Racing           | Ford        | 19    | 189  | 0          |
| 9       | 18 | Ed Negre         | Negre Racing              | Ford        | 10    | 188  | 0          |
| 10      | 04 | Ken Meisenhelder | Ken Meisenhelder          | Chevrolet   | 25    | 185  | 0          |
| 11      | 34 | Wendell Scott    | Scott Racing              | Ford        | 12    | 185  | 0          |
| 12      | 70 | J.D. McDuffie    | McDuffie Racing           | Buick       | 24    | 184  | 0          |
| 13      | 76 | Ben Arnold       | Arnold Racing             | Ford        | 13    | 183  | 0          |
| 14      | 06 | Neil Castles     | Neil Castles              | Dodge       | 6     | 175  | 0          |
| 15      | 45 | Bill Seifert     | Seifert Racing            | Ford        | 18    | 175  | 0          |
| 16      | 97 | Lee Gordon       | Lee Gordon                | Ford        | 28    | 175  | 0          |
| 17      | 57 | Johnny Halford   | Ervin Pruitt              | Dodge       | 7     | 163  | 0          |
| 18      | 92 | Roy Tyner        | Roy Tyner                 | Pontiac     | 26    | 162  | 0          |
| 19      | 43 | Richard Petty    | Petty Enterprises         | Plymouth    | 2     | 137  | 1          |
| 20      | 30 | Dave Marcis      | Marcis Auto Racing        | Dodge       | 21    | 107  | 0          |
| 21      | 47 | Raymond Williams | Seifert Racing            | Ford        | 22    | 63   | 0          |
| 22      | 79 | Frank Warren     | Warren Racing             | Plymouth    | 11    | 63   | 0          |
| 23      | 19 | Henley Gray      | Gray Racing               | Ford        | 23    | 46   | 0          |
| 24      | 4  | John Sears       | DeWitt Racing             | Ford        | 16    | 40   | 0          |
| 25      | 26 | Earl Brooks      | Brooks Racing             | Ford        | 9     | 37   | 0          |
| 26      | 24 | Cecil Gordon     | Gordon Racing             | Ford        | 15    | 34   | 0          |
| 27      | 12 | Pete Hazelwood   | Pete Hazelwood            | Ford        | 29    | 23   | 0          |
| 28      | 74 | Bill Shirey      | Bill Shirey               | Plymouth    | 20    | 10   | 0          |
| 29      | 82 | John Jennings    | Mack Sellers              | Ford        | 27    | 3    | 0          |
| Källor: |    |                  |                           |             |       |      |            |